# Флорин Ремюсский
Флорин Ремюсский (нем. Florinus von Ramosch, ум. в 856 году) — святой католической церкви, особенно почитаемый в епархиях Кур, Больцано-Боцен, Вадуц и в Рейнской области.
О жизни этого святого известно мало. Флорин, возможно, был сыном англо-саксонца и еврейки. Возвращаясь из Рима, который он посетил в паломнических целях, Флорин обосновался в городке Матш в долине Валь Веноста. Своё образование он получил от священника в одном из городов Энгадина, где позже и сам был рукоположён. Позже он работал священником в поселении Рамош.
К предписываемым ему чудесам относится превращение воды в вино. Наиболее популярен среди народа он стал после смерти, так как на его могиле и в приходской церкви Рамоша стали совершаться различные чудеса.
Его мощи были распределены во многих города, в том числе во Флоринскирхе в Кобленце (950 год) и Регенсбурге. Ему посвящены кафедральный собор Вадуца и приходская церковь деревни Матш. Флорин также изображён на витражах кафедрального собора города Кур, патроном которого он был вплоть до середины XX века.